# Cubillas de los Oteros
Cubillas de los Oteros es un municipio y villa española de la provincia de León, en la comunidad autónoma de Castilla y León. Se encuentra en la comarca de Los Oteros. Cuenta con una población de 137 habitantes (INE 2024).

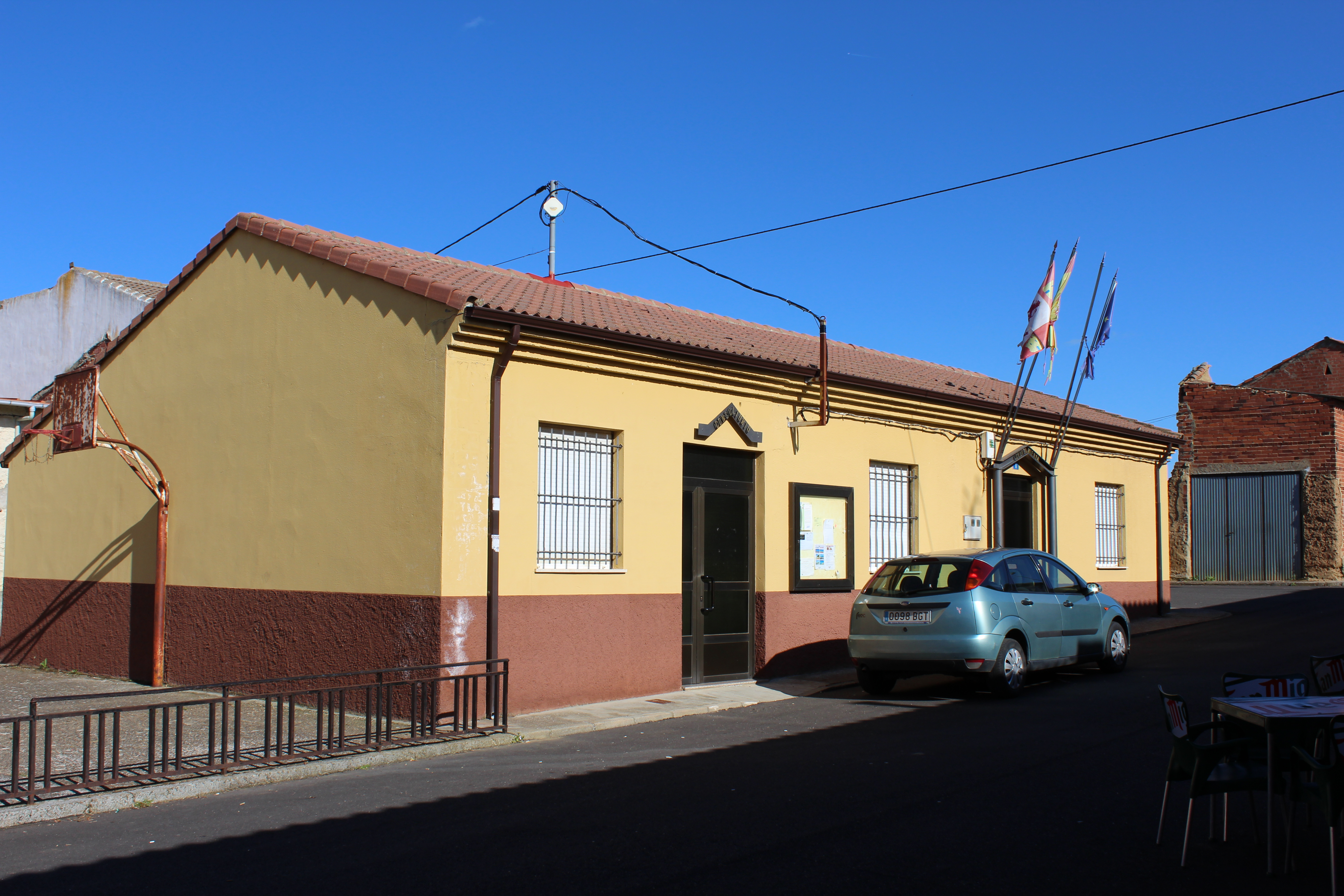
Casa consistorial

El municipio está formado por dos pueblos Gigosos de los Oteros y Cubillas de los Oteros.
El patrón de Cubillas de los Oteros es San Esteban. Se celebran las fiestas de San Esteban y San Pedro. El monumento más conocido es la iglesia, hace poco tiempo se encontraron restos de una antigua ermita. En el pueblo hay una destilería donde se vende orujos y vinos típicos de la zona.
Cubillas de los Oteros se encuentra en un lugar estratégico, a solamente 37 km de la capital y a 10 de Valencia de Don Juan, referencia de la comarca. Las infraestructuras en materia de comunicación, hacen de Cubillas un pueblo privilegiado por su situación y comunicación con los importantes núcleos urbanos de la provincia y cercano a la provincia de Valladolid. La carretera LE-523 une en tan solo minutos con la autovía A-231 (León- Burgos), y la N-601 (León-Valladolid-Ávila).
El origen de Cubillas de los Oteros, se remonta a la época prerromana, aunque con anterioridad ya existían asentamientos intermitentes, fijándose la población definitivamente con la construcción de un castro en un promontorio cercano a las antiguas escuelas.

## Geografía
| Noroeste: Cabreros del Río                  | Norte: Cabreros del Río                        | Noreste: Corbillos de los Oteros |
| Oeste: Cabreros del Río y Fresno de la Vega |                                                | Este: Pajares de los Oteros      |
| Suroeste Fresno de la Vega                  | Sur: Fresno de la Vega y Pajares de los Oteros | Sureste: Pajares de los Oteros   |

## Demografía
Cuenta con una población de 137 habitantes (INE 2024).
| Gráfica de evolución demográfica de Cubillas de los Oteros entre 1857 y 2021 |
| |
| Población de derecho según los censos de población del INE Población de hecho según los censos de población del INE Entre el censo de 1857 y el anterior aparece este municipio porque se segrega de Fresno de la Vega |